# Kedung Waduk
Kedung Waduk is een bestuurslaag in het regentschap Sragen van de provincie Midden-Java, Indonesië. Kedung Waduk telt 6135 inwoners (volkstelling 2010).